# Any key

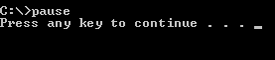
Typowy komunikat proszący o wciśnięcie dowolnego klawisza w MS-DOS

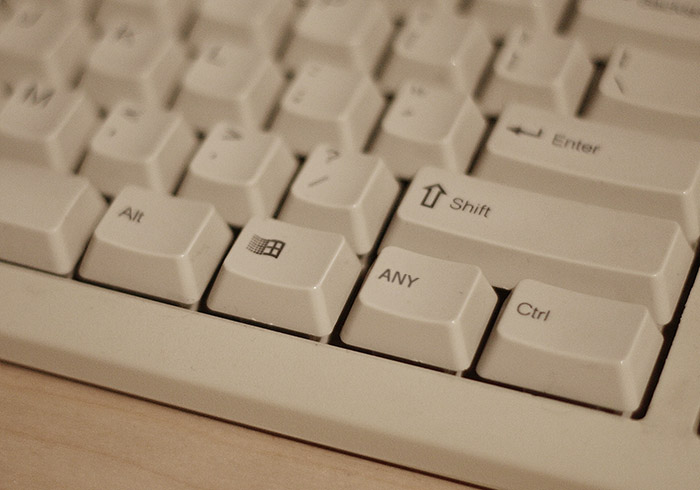
Fikcyjny klawisz Any key

Any key – termin pochodzący od wyświetlanej przez niektóre programy komputerowe prośby o wciśnięcie dowolnie wybranego klawisza na klawiaturze. Komunikat Press any key to continue był często spotykany w starszych systemach operacyjnych, kiedy jeszcze mysz nie była powszechnie używana, a oczekiwano potwierdzenia pewnej akcji ze strony użytkownika. Dla początkujących użytkowników komputerów, taka prośba mogła być myląca, ponieważ mogła być również zrozumiana jako polecenie naciśnięcia przycisku o nazwie any, który nie istniał i nie istnieje na klawiaturach komputerów osobistych.

## Historia
Początek zamieszania dotyczącego „klawisza any” sięga czasów wczesnych wersji systemów operacyjnych DOS i MS-DOS, w których to komenda pause (wprowadzona z poziomu linii poleceń lub pliku wsadowego) powodowała wyświetlenie wspomnianego wyżej komunikatu i oczekiwanie na dane z klawiatury. Operacja ta miała w założeniu dać użytkownikowi czas na przykład na przeczytanie tekstu innych komunikatów.
W dzisiejszych czasach zjawisko jest spotykane dość sporadycznie, ponieważ współczesne programy komputerowe niemal zawsze mają rozbudowany system pomocy i są wyposażone w graficzny interfejs użytkownika, gdzie większość działań wykonuje się przy pomocy myszy.